# Saint-Chartier
Saint-Chartier är en kommun i departementet Indre i regionen Centre-Val de Loire i de centrala delarna av Frankrike. Kommunen ligger i kantonen La Châtre som tillhör arrondissementet La Châtre. År 2022 hade Saint-Chartier 465 invånare.

## Befolkningsutveckling
Antalet invånare i kommunen Saint-Chartier
Referens:INSEE